# 987 a.C.
Il 987 a.C. (CMLXXXVII a.C. in numeri romani) è un anno  del X secolo a.C.

## Eventi
- Dorisso e Polidette diventano re di Sparta.
- Ninurta-kudur-usur I diventa re di Babilonia.